# Jonathan Torres
Jonathan Gabriel Torres (Santa Fe, 29 dicembre 1996) è un calciatore argentino, attaccante del  Cerro Porteño.

## Caratteristiche tecniche
È un centravanti.

## Carriera
Cresciuto nel settore giovanile del Quilmes, debutta in prima squadra il 18 agosto 2015 in occasione dell'incontro di Primera División vinto 3-1 contro il Rosario Central.

## Statistiche

### Presenze e reti nei club
Statistiche aggiornate al 31 luglio 2021.
| Stagione        | Squadra         | Campionato      | Campionato | Campionato | Coppe nazionali | Coppe nazionali | Coppe nazionali | Coppe continentali | Coppe continentali | Coppe continentali | Altre coppe | Altre coppe | Altre coppe | Totale | Totale |
| Stagione        | Squadra         | Comp            | Pres       | Reti       | Comp            | Pres            | Reti            | Comp               | Pres               | Reti               | Comp        | Pres        | Reti        | Pres   | Reti   |
| --------------- | --------------- | --------------- | ---------- | ---------- | --------------- | --------------- | --------------- | ------------------ | ------------------ | ------------------ | ----------- | ----------- | ----------- | ------ | ------ |
| 2015            | Quilmes         | PD              | 1          | 0          | CA              | 0               | 0               |                    | -                  | -                  |             | -           | -           | 1      | 0      |
| 2016-2017       | Quilmes         | PD              | 6          | 0          | CA              | 0               | 0               |                    | -                  | -                  |             | -           | -           | 6      | 0      |
| 2017-2018       | Quilmes         | PN              | 16         | 2          | CA              | 2               | 0               |                    | -                  | -                  |             | -           | -           | 18     | 2      |
| 2018-2019       | Almagro         | PN              | 17         | 2          | CA              | 0               | 0               |                    | -                  | -                  |             | -           | -           | 17     | 2      |
| 2019-2020       | Almagro         | PN              | 9          | 0          | CA              | 0               | 0               |                    | -                  | -                  |             | -           | -           | 9      | 0      |
| 2020            | Sarmiento (J)   | PN              | 7          | 3          |                 | -               | -               |                    | -                  | -                  |             | -           | -           | 7      | 3      |
| 2021            | Sarmiento (J)   | PD              | 3          | 0          | CA+CdL          | 2+13            | 0+5             |                    | -                  | -                  |             | -           | -           | 18     | 5      |
| Totale carriera | Totale carriera | Totale carriera | 59         | 7          |                 | 17              | 5               |                    | -                  | -                  |             | -           | -           | 76     | 12     |